# زم‌چهارراهه
زَم‌چهارراهه (به فارسی تاجیکی: Замчорроҳа) یکی از آبادی‌های ولایت سغد تاجیکستان است.
این روستا در جماعت شِنگ شهر پنج‌کند واقع شده‌است.